# Crucellisporium africanum
Crucellisporium africanum är en svampart som beskrevs av Nag Raj 1978. Crucellisporium africanum ingår i släktet Crucellisporium, divisionen sporsäcksvampar och riket svampar.   Inga underarter finns listade i Catalogue of Life.